# Felsősófalvi református templom
A kőfallal körülvett felsősófalvi református templom az országút mentén egy magaslaton áll. Románia műemlékeinek hivatalos jegyzékében a HR-II-a-A-12886 sorszámon tartják nyilván.

## A templom története
A település első írásos említése a korabeli dokumentumok szerint 1493-ra tehető, ahol  Sófalva néven szerepelt. Az 1567. évi regestrumban 10 kapuval jegyezték be. 1602-ben szintén Sófalvaként jelent meg.
A falu első temploma a 15. században épült, amelynek megmentett emléke a napjainkban is látható nyugati csúcsíves kapu.
Az egykori templom tornya 1669-ben, a harangláb 1750-ben készült el.
1803-1806 között a templomot újjáépítették, a nyugati részét sokszögzáródásúvá alakították át. Az építkezés  során 14. századi gótikus kő ajtókereteket megtartották. 1777-ben kezdték építeni az  új tornyot, amely  a keleti oldalra került. A templom két harangja 1908-ban és  193-ban készült. Az órát 1823-ban szerelték a toronyba.
A javítások évei: 1816, 1845, 1897, 1932, 1969, 1971, 1994.
Az 1750-ben épült, zsindellyel fedett kőkerítést, 1806-ban újjáépítették. Keleti oldalán három bejárat nyílik: kettő a cinterembe, a középső pedig zsindelyfedeles portikusz közvetítésével a toronyhoz vezet.
A keleti oldalon 23 méter magas torony áll, amelynek alsó része 1669-ben, a középső 1779-ben, a felső 1812-ben épült.

## A templom leírása
A templomot körülvevő kőkerítés keleti oldalán három bejárat nyílik, kettő a cinterembe, a középső pedig zsindelyfedeles portikuszon át a toronyhoz vezet. A cinterem bejáratát szemöldökgyámos, élszedett kőkeret szegélyezi, amely a régi templomban a  sekrestye-ajtó kerete volt. A kőkerítés déli oldalán lévő stukkódísz között az 1806-os évszám látható.
A templom nyugati oldala sokszögzáródású, középső részén kőkeretes, csúcsíves kapuzat található, amelynek belső részét két hengertag alkotja. A templom délkeleti sarkát két, egymásra merőleges támpillér erősíti. A torony a keleti homlokzaton áll, félormokkal közrefogva és sarkain átlós tárnokkal megerősítve, földszintje fiókos dongaboltozatú.
A templombelsőre az 1802-es átépítés jellemző, a stukkóval díszített falpillérek hevederes lapos boltozatot tartanak. A belső tér nyugati és keleti felében pillérekre épített karzatok vannak, deszkaborítású mellvéddel, a keleti karzaton rokokó orgonaszekrény látható. Az igényes asztalosmunkával készült ajtószárnyak, szószék, korona és padok a templomépítés utáni években készültek.
A hajdani sekrestyeajtó keretének szemöldökgyámos köve és a déli bejárat kőkerete, valamint a félköríves szentségtartó fülke már a 15. századi templomépítésből származik. A sekrestyeajtó kerete  másodlagos elhelyezésben a cinterem bejáratához került, szintén  másodlagos a déli bejárat kerete is.
A templom északi falának kelet felőli részén egyszerű, félköríves lezárású szentségtartó fülke látható. 
A nyugati kapu és a szentségtartó fülke eredeti helyükön, a középkori falban vannak.
A torony a keleti homlokzaton áll, magassága 23 m, falazatán kétszeri magasítás nyomai láthatók: A 6 m magasságú alsó rész 1669-ben készült. Az 1779-ben elkészített második szint hajdani harangszéke és befalazott ablakai a templom tetőgerincének vonalában vannak, ahol  most az óraszerkezet található.  A felső rész 1812-ben épült, azon a szinten  nagy ablakok láthatók. A toronybelső cserefagerendázatának ácsmunkája ritkaságszámba megy.
A templomépületet 1806-ban újraépített kőfal veszi körül. Két portikuszon, kapubejáraton keresztül lehet a templomkertbe jutni. 
Az 1821-ben készült kovácsoltvas toronyóra a környék egyik legrégebbi működőképes mechanikus szerkezete.

## Külső hivatkozások
- Hargita megye. Felsősófalva